# Wolfram Teufel
Wolfram Teufel (* 1961 in Stuttgart) ist ein deutscher Schauspieler.

## Leben
Teufel arbeitete in jungen Jahren unter anderem als Taxifahrer, Bauarbeiter, Postbote und Nachhilfelehrer. Nach seinem Abitur begann er eine Gesangsausbildung (Jazz und Klassisch). Anschließend studierte Teufel Schauspielerei an der HDK Berlin.
Wolfram Teufel ist verheiratet und hat 3 Kinder.

## Filmografie (Auswahl)
- 1989: Fabrik der Offiziere (Fernsehmehrteiler)
- 1991: Ende der Unschuld, zweiteiliger Fernsehfilm
- 1991: Tatort – Blutwurstwalzer (Fernsehreihe)
- 1994–1998: Wolffs Revier (Fernsehserie, drei Folgen)
- 1996: Tatort – Krokodilwächter
- 1997: Sperling (Fernsehreihe, eine Folge)
- 1997: Tatort – Mordsgeschäfte
- 1997–2000: Für alle Fälle Stefanie (Fernsehserie, zwei Folgen)
- 1998: Alarm für Cobra 11 – Die Autobahnpolizei (Fernsehserie, eine Folge)
- 1999: Der Landarzt (Fernsehserie, eine Folge)
- 1999: Der letzte Zeuge (Fernsehserie, eine Folge)
- 1999: Doppelter Einsatz (Fernsehserie, eine Folge)
- 1999: Ein Fall für zwei (Fernsehserie, eine Folge)
- 1999: Klemperer – Ein Leben in Deutschland
- 1999: Rosa Roth (Fernsehserie, eine Folge)
- 1999–2005: Küstenwache (Fernsehserie, drei Folgen)
- 2000: Bonhoeffer – Die letzte Stufe, Drama
- 2000: Im Namen des Gesetzes (Fernsehserie, eine Folge)
- 2000: Tatort – Das letzte Rodeo
- 2002: Abschnitt 40 (Fernsehserie, eine Folge)
- 2002: Balko (Fernsehserie, eine Folge)
- 2002: Dr. Sommerfeld – Neues vom Bülowbogen (Fernsehserie, eine Folge)
- 2002: Schlosshotel Orth (Fernsehserie, eine Folge)
- 2002: Pengo! Steinzeit! (Fernsehserie)
- 2004: Typisch Sophie (Fernsehserie, eine Folge)
- 2005: Ein Hund, zwei Koffer und die ganz große Liebe
- 2007: Das Inferno – Flammen über Berlin, Katastrophenfilm
- 2007: GSG 9 – Ihr Einsatz ist ihr Leben (Fernsehserie, vier Folgen)
- 2008: Die Stein (Fernsehserie, eine Folge)
- 2012: Unser Charly (Fernsehserie, eine Folge)
- 2021: Gute Zeiten, schlechte Zeiten (Fernsehserie)
- 2022: Ernesto’s Island